# Acacia kamerunensis
Acacia kamerunensis é uma espécie de leguminosa do gênero Acacia, pertencente à família Fabaceae.